# Suzuka (Mie)
Suzuka (鈴鹿市 Suzuka-shi?) es una ciudad localizada en la prefectura de Mie, Japón. En junio de 2019 tenía una población de 195.762 habitantes y una densidad de población de 1.007 personas por km². Su área total es de 194,46 km².
Se ubica al noreste de la prefectura de Mie, bordeado por la bahía de Ise al este.
En la ciudad se ubica una planta de fabricación de automóviles de Honda, fundada en 1960. Al sur de la ciudad se encuentra el Circuito de Suzuka, que alberga el Gran Premio de Japón de Fórmula 1.

## Geografía

### Municipios circundantes
- Prefectura de Mie
  - Yokkaichi
  - Tsu
  - Kameyama
- Prefectura de Shiga
  - Kōka

## Demografía
Según datos del censo japonés, la población de Suzuka ha aumentado en los últimos años.
| Año del censo | Población |
| ------------- | --------- |
| 1995          | 179.800   |
| 2000          | 186.151   |
| 2005          | 193.114   |
| 2010          | 199.293   |
| 2015          | 196.403   |